# Mamonas Assassinas (álbum)
Mamonas Assassinas é o álbum de estreia e único álbum de estúdio gravado pela banda brasileira de rock cômico Mamonas Assassinas. O álbum foi lançado em 23 de junho de 1995 e vendeu mais de 3 milhões de cópias só no Brasil, recebendo assim uma certificação de diamante, por ultrapassar 1 milhão de cópias, segundo a ABPD.
O álbum quebrou diversos recordes até então nunca vistos antes no país, permanece sendo até os dias atuais como o álbum de estreia mais vendido da história no Brasil, igualmente como o álbum mais vendido em um único dia, somando 25.000 cópias vendidas em apenas 12 horas, e um período chegou a vender 50.000 cópias por dia, 100.000 cópias a cada dois dias, que era a certificação de disco de ouro na época, somando mais de 350.000 cópias vendidas em uma semana. Em menos de 100 dias, o álbum alcançou a marca de 1 milhão de cópias, e dobrou esse numero até dezembro de 1995, somando 2 milhões de cópias vendidas em apenas seis meses, tornando-se o álbum vendido mais rapidamente em todos os tempos no Brasil. Com esse disco e o seu estilo cômico, os Mamonas invadiram as rádios brasileiras e caíram nas graças do público e da crítica, eternizando sucessos de forma avassaladora.
Em relação ao mercado externo, o disco vendeu mais do que 20.000 cópias em Portugal, rendendo a certificação de ouro do país. Foi também o segundo disco mais vendido no ano de 1996 em Portugal.

## Gravação

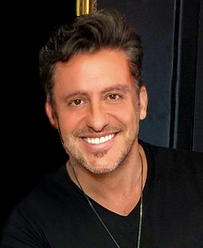
Rick Bonadio produziu o álbum em seu estúdio.

O álbum foi gravado parcialmente em outubro de 1994 e concluído entre março e junho de 1995. Rick Bonadio, que conhecera a banda ainda como Utopia, produziu o álbum, que foi gravado em seu estúdio, também com o auxílio dos músicos Rodrigo Castanho e Junior Lane. Num dia de gravação, um sanfoneiro chamado Brezequeba, que gravava no mesmo ambiente, chamou a atenção do vocalista Dinho. Ao fazer uma piada onde deveria chamar Bonadio pelo nome daquele músico, o cantor confundiu-se e disse "Creuzebek". Este erro foi mantido na gravação e se tornou apelido do produtor. 
Já nos primeiros dias, a gravadora EMI exigiu um mínimo de dez canções para que o disco fosse lançado, mas só três haviam sido escritas. Em uma semana, os demais integrantes (em especial, Dinho e Júlio Rasec, que compuseram a maior parte) escreveram as outras doze faixas que entrariam no trabalho. Entretanto, "Não Peide Aqui Baby", uma paródia da música "Twist and Shout" dos Beatles, foi desconsiderada por conta da grande quantidade de palavrões. A gravação aconteceu em São Paulo, no estúdio de Bonadio, e a mixagem no The Enterprise, em Los Angeles, nos Estados Unidos.

## Lançamento e divulgação

### Logotipo
Todo o material de divulgação do álbum foi feito de forma humorística. O logotipo da banda — que aparece no pingente do colar ilustrado na capa — é uma inversão da logomarca da empresa automobilística alemã Volkswagen, colocada de ponta-cabeça, com uma barra horizontal sobre o "V" para que, quando invertido, forme a letra "A". Veículos da marca são citados nas canções "Pelados em Santos" (uma Brasília) e "Lá Vem o Alemão" (uma Kombi), além de uma menção a um carro da empresa estadunidense Ford (um Escort) em "Lá Vem o Alemão".

### Capa

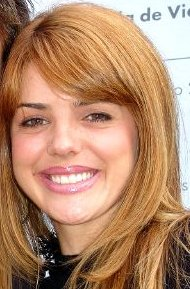
A modelo Mari Alexandre.

A banda criou o conceito da capa do álbum, um desenho em que os músicos se penduravam em uma mulher nua expondo grandes seios (evocando o trocadilho no nome da banda, de "mamona" no sentido de "mama"), inspirada na Playboy de 1992 da modelo Mari Alexandre, que posteriormente se tornou amiga dos integrantes da banda.
À frente da ilustração principal, por exigência da gravadora, foram inseridos os rostos de Júlio Rasec, Samuel Reoli, Dinho, Sérgio Reoli e Bento Hinoto, nesta ordem. Carlos Sá foi o respnsável pela ilustração.

### Encarte
O encarte também contém humor e traz diversos agradecimentos inusitados feitos pelos músicos. Eles agradeceram a Rafael Ramos, músico da banda Baba Cósmica, que compôs "Sábado de Sol"; a Arnaldo Saccomani, produtor musical; a Santos Dumont, aeronauta que foi homenageado por "ter criado o avião"; a Charles Miller, futebolista, por "ter criado o futebol"; aos personagens Chaves e Chapolin, ambos criados pelo ator mexicano Roberto Gómez Bolaños; aos animais de estimação de cada integrante, os cães Billy, Pluck, Mike, Proteus, Dick, Giully e Fluke; e a diversas outras pessoas.
Aos nossos pais, irmãos e familiares; ao Rafael (baba-ovo cósmico); ao Zé Luis (Meteoro); aos nossos amigos (são muitos e não caberiam neste encarte); ao Arnaldo Saccomani; ao Geraldo Celestino; e a todos que ajudaram na realização deste trabalho. Ao pessoal do avião (que serviu um rango da hora na nossa viagem pros USA); ao Santos Dumont (que inventou o avião, senão a gente ainda tava indo mixar o disco a pé); ao Gonzales (mexicano clandestino que arrumava nossos quartos no hotel); ao pessoal do estúdio "The Enterprise" (que ria das nossas piadas mesmo sem entender porra nenhuma); ao Charles Miller (por ter trazido o futebol pro Brasil); ao Chaves e Chapolin; ao Billy, Pluck, Mike, Proteus, Dick, Giully e Fluke (nossos cachorros); ao Ultraman (que matou aquele monstro horrível); à tia da escola que dava canjica na hora do recreio; ao pessoal da EMI, que nos encontrou em cima duma ponte com uma bigorna amarrada no pescoço, e num gesto de piedade acolheu nosso trabalho (valeu mesmo, galera!!!) E a DEUS, que foi quem mais nos ajudou e esteve sempre ao nosso lado.— Os agradecimentos feitos pelo Mamonas Assassinas no encarte do álbum.

### Lançamento
Mamonas Assassinas foi lançado em 23 de junho de 1995 pela EMI. Em doze horas lançado, foram vendidas mais de vinte e cinco mil cópias do álbum. Em uma semana, vendeu 350 mil cópias e, em 100 dias, já havia vendido mais de um milhão de cópias. Ainda em dezembro, já havia vendido o dobro. No total, foram vendidas mais de três milhões de cópias do disco. Dessa forma, tornou-se o álbum de estreia mais vendido da história do Brasil e o álbum vendido mais rapidamente em todos os tempos no Brasil. Em Portugal, vendeu 20 mil cópias e obteve disco de ouro no país. Duas canções do álbum fizeram parte de trilhas sonoras de novela:
- "Sabão Crá-Crá", na trilha da segunda temporada de Malhação (tema do personagem Mocotó), exibida pela Rede Globo em 1996 (ano do acidente do grupo).[15]
- "Robocop Gay", em Caminhos do Coração, exibida pela Rede Record entre 2007 e 2008.[16]

## Críticas musicais
| Críticas profissionais | Críticas profissionais |
| Avaliações da crítica  | Avaliações da crítica  |
| Fonte                  | Avaliação              |
| ---------------------- | ---------------------- |
| Galeria Musical        | [ 17 ]                 |
| Bota O Disco Aí        | Super Botavel          |

Iule Karalkovas, do site PortalSucesso, explica o sucesso comercial do álbum. Segundo ela, "por que todo esse sucesso? Simples. De uma maneira geral, o disco dos meninos foi um “tapa na cara da sociedade”, já que o humor de suas composições traziam muitos problemas da época à tona. Musicalmente, o disco também foi uma espécie de marco. Dinho era versátil, e, por isso, o grupo fez questão de não se prender em um só ritmo. Ou seja, além de fazer duras críticas à sociedade, o projeto passeou pelo rock ao pagode e ao baião com facilidade ." Conforme o crítico musical Igor Miranda, "vale destacar que os músicos eram muito versáteis e habilidosos naquilo que era proposto. Muitas vezes passa despercebido, mas o instrumental do único álbum dos Mamonas é muito bem feito e, mesmo que de forma cômica, passeia sem equívocos por diversos gêneros musicais, como rock, metal, samba, pagode, baião, forró, pop e por aí vai. Eles tinham competência em seus postos e deixavam isso claro, inclusive, nos shows."
Luciana Gifoni, mestre em música pela Universidade Estadual Paulista (Unesp), acredita que "a performance e as letras, moldadas pela 'comicidade escrachada', foi um dos fatores primordiais para a conquista do público."

## Faixas
| N.º            | Título                                                       | Compositor(es)                                                   | Duração |  |
| 1.             | "1406"                                                       | Dinho, Júlio Rasec                                               | 4:08    |  |
| 2.             | "Vira-vira"                                                  | Dinho, Rasec                                                     | 2:23    |  |
| 3.             | "Pelados em Santos"                                          | Dinho                                                            | 3:22    |  |
| 4.             | "Chopis Centis"                                              | Dinho, Rasec                                                     | 2:47    |  |
| 5.             | "Jumento Celestino"                                          | Dinho, Bento Hinoto                                              | 2:37    |  |
| 6.             | "Sabão Crá-Crá"                                              | (música folclórica)                                              | 0:42    |  |
| 7.             | "Uma Arlinda Mulher"                                         | Dinho, Hinoto e Rasec                                            | 3:19    |  |
| 8.             | "Cabeça de Bagre II (música incidental: Baby Elephant Walk)" | Dinho, Hinoto, Rasec, Samuel Reoli, Sérgio Reoli / Henry Mancini | 2:20    |  |
| 9.             | "Mundo Animal"                                               | Dinho                                                            | 3:56    |  |
| 10.            | "Robocop Gay"                                                | Dinho, Rasec                                                     | 2:59    |  |
| 11.            | "Bois Don't Cry"                                             | Dinho                                                            | 2:58    |  |
| 12.            | "Débil Metal"                                                | Dinho, Rasec, Hinoto, Samuel, Sérgio                             | 3:05    |  |
| 13.            | "Sábado de Sol"                                              | Baba Cósmica (Pedro Knoedt, Felipe Knoblitch e Rafael Ramos)     | 1:00    |  |
| 14.            | "Lá Vem o Alemão"                                            | Dinho, Rasec                                                     | 3:23    |  |
| Duração total: | Duração total:                                               | Duração total:                                                   | 39:04   |  |

### Composição e detalhes sobre as faixas
Todas as canções, com a exceção de "Sabão Crá-Crá" (música folclórica de autoria desconhecida) e "Sábado de Sol" (composta pela banda Baba Cósmica) foram compostas pela própria banda, principalmente por Dinho e Júlio Rasec. Conforme Claudio Francioni, certa vez em uma entrevista, Dinho declarou que todas as citações eram homenagens aos artistas que eles ouviram durante toda a vida. Há referências diversas e bem claras, como "Crocodile Rock", de Elton John, em "Pelados em Santos"; "Should I Stay or Should I Go", do The Clash em "Chopis Centis"; bem como outras um pouco mais escondidas, como o final de "Mundo Animal", onde repetem um trecho de "Toda Forma de Amor", de Lulu Santos.
- "1406" — Seu título, com a pronúncia "Quatorze Zero Meia" (e não "mil quatrocentos e seis"), refere-se a um número de telefone de compras de São Paulo, o 011 1406, que pertencia a um conhecido canal de televendas na primeira metade dos anos 1990,[22] o Grupo Imagem, que mantinha comerciais na Rede Manchete. Na letra, foram citados produtos como as Facas Ginsu, vendidas pelo canal.[23] Há também uma referência à canção "Laika nóis laika (mas money que é good nóis não have)", da dupla Ponto & Vírgula.[24]

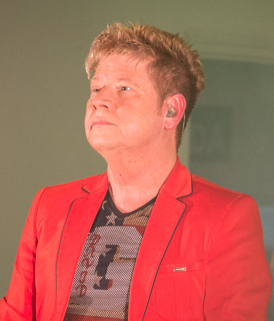
"O Vira", composição de João Ricardo e Luhli e gravada principalmente por Roberto Leal (imagem) foi satirizada em "Vira-Vira".

- "O Vira", composição de João Ricardo e Luhli e gravada principalmente por Roberto Leal (imagem) foi satirizada em "Vira-Vira"."Vira-Vira" — É uma sátira do vira, gênero musical português, especificamente da música "O Vira", de Roberto Leal, mas a letra é inspirada na piada "A Maria e o Português", contada pelo humorista Costinha no seu álbum O Peru da Festa Vol.2, que conta a história de um casal de portugueses que foram a uma suruba.[25]
- "Pelados em Santos" — Segundo Dinho, esta foi a primeira música composta por ele, ainda em 1991.[26] Ela fora regravada em espanhol com o nome "Desnudos en Cancún".[27] A versão em português foi regravada pelos também paulistas Titãs no álbum As Dez Mais, de 1999.[28]
- "Chopis Centis" — A música parodia o riff inicial de "Should I Stay or Should I Go", da banda punk inglesa The Clash.  Ela virou o tema de abertura da sitcom PartiuShoppingPartiuShopping, do canal por assinatura Multishow, interpretada por Tom Cavalcante.[29]
- "Jumento Celestino" — Foi, juntamente com "Pelados em Santos" e "Robocop Gay", uma das três canções que o grupo já havia composto e gravado, de forma independente, em uma fita demo que eles enviaram para diversas gravadoras. No início da canção, há uma referência a música "Rock do Jegue (de Quem é Esse Jegue)", de Genival Lacerda.[25]
- "Sabão Crá-Crá" — Esta é uma das duas únicas canções do álbum que não são de autoria do próprio grupo (ela vem do folclore escolar urbano). Segundo Dinho, certa vez Bento cantou essa canção num ensaio, e o resto da banda gostou. Como não foi encontrado um registro de composição, decidiu-se creditar o compositor como "autor desconhecido".[26] Seu ritmo melódico tem uma incrível similaridade com a principal frase do primeiro movimento da terceira sinfonia de Beethoven. A música fez parte da trilha sonora da segunda temporada de Malhação, exibida em 1996.[15]
- "Uma Arlinda Mulher" — Paródia da música romântica e a linguagem rebuscada de cantores como Belchior, a quem o tecladista Júlio Rasec imita no segundo refrão, o que daria origem também à vinheta "Belchi".[25] Seu título refere-se ao filme Uma Linda Mulher, estrelado por Julia Roberts. Quanto à estrutura musical, faz-se forte alusão à canção "Fake Plastic Trees" (1995), do Radiohead, além de haver referência à chamada da guitarra distorcida de "Creep" (1993), também do Radiohead, antes do refrão.[21]
- "Cabeça de Bagre II" — É baseada na experiência do vocalista Dinho na quinta série primária. A letra, a forma falada de cantar e os vocais repetidos no fim de algumas palavras, além do título da canção, é uma paródia de "Cabeça Dinossauro", dos Titãs.[21] Já na parte instrumental, um dos solos de guitarra é uma referência à risada do Pica-Pau, e um dos riffs principais é "Baby Elephant Walk (O Passo do Elefantinho)", trilha infantil composta pelo músico estadunidense Henry Mancini, que nos tempos da Jovem Guarda ganhou versão brasileira e se popularizou através do Trio Esperança.[25]
- "Mundo Animal" — Na parte final da canção é possível perceber uma referência a um trecho de "Toda Forma de Amor", de Lulu Santos.[21]
- "Robocop Gay" — Nesta canção, Dinho faz imitações dos trejeitos de Eduardo Dussek. Por isso, também foram incluídas algumas rimas que citavam quase que ocultamente a canção "Barrados no Baile", de Eduardo Dussek.[21] A música é uma homenagem ao personagem de Jô Soares, o Capitão Gay, com ligação ao personagem do ator Peter Weller, o Robocop. Também cita-se nos vocais a música "Doce Doce Amor", originalmente interpretada por Jerry Adriani. Versões ao vivo da música contavam com o "Melô do Piripiri", que é a introdução de "Je Suis la Femme", da cantora Gretchen.[25]

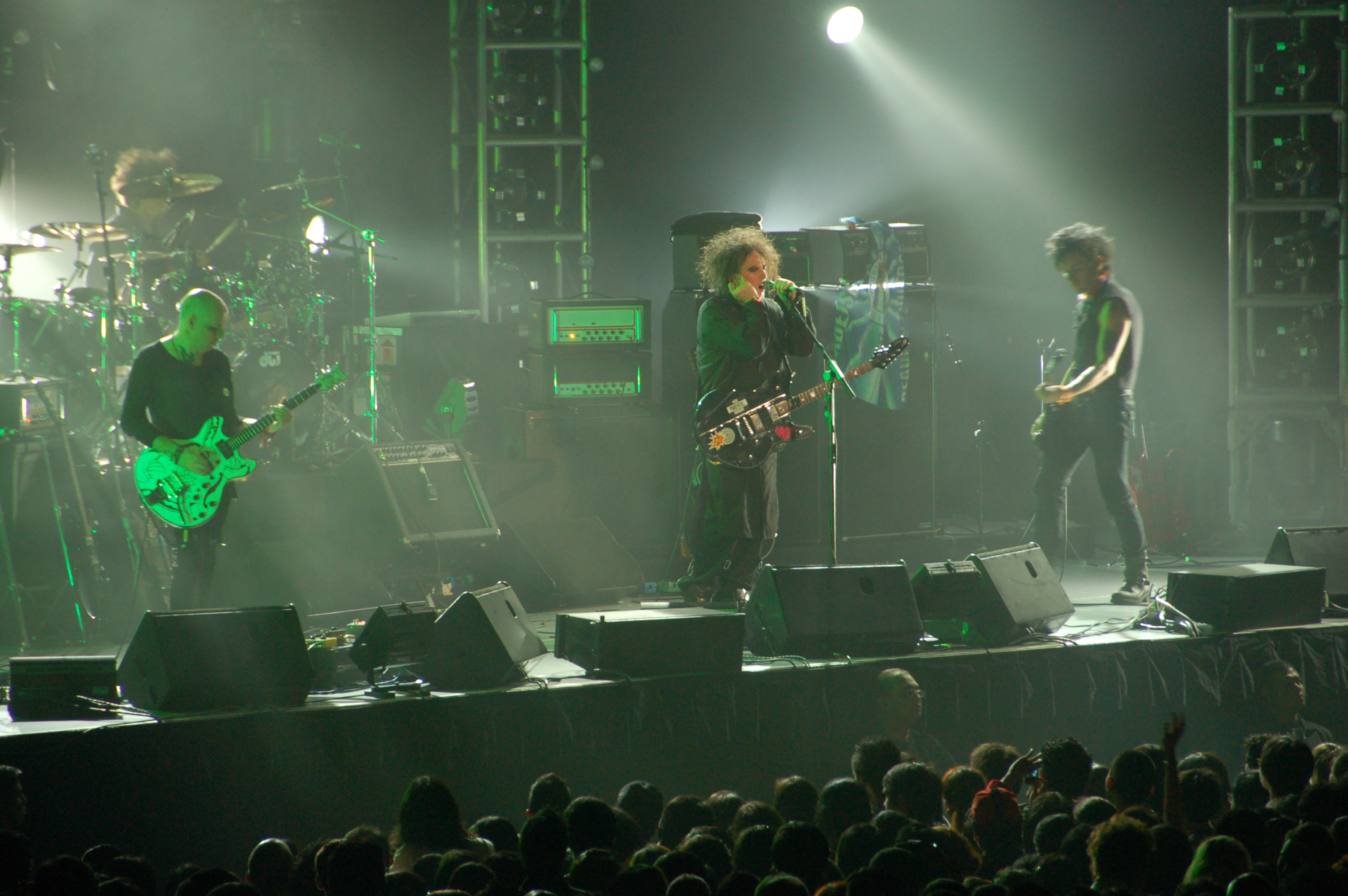
A canção "Bois Don't Cry" foi intitulada parodiando "Boys Don't Cry", do The Cure (imagem).

- A canção "Bois Don't Cry" foi intitulada parodiando "Boys Don't Cry", do The Cure (imagem)."Bois Don't Cry" — Paródia da música sertaneja, o título da faixa é uma paródia à música "Boys Don't Cry", do The Cure, com forte influência no arranjo e no vocal do cantor Waldick Soriano, e há um trecho da música "Tom Sawyer", do Rush, e a parte mais pesada da música usa como base a música "The Mirror", do Dream Theater. Uma referência ao filme Contatos Imediatos de Terceiro Grau termina a música. Há também uma referência à piada musicada por Juca Chaves intitulada "Sou Sim e Daí", presente no seu álbum Ao Vivo, de 1972.[30]
- "Débil Metal" — Um metal cuja letra consiste em frases disconexas em inglês. O nome é um trocadilho unindo a expressão débil mental com heavy metal/death metal. Dinho canta a música num estilo que lembra bastante o de Max Cavalera, então líder do Sepultura.[31]
- "Sábado de Sol" — Esta é uma das duas únicas canções que não são de autoria dos Mamonas, sendo composta pelos 3 membros da banda Baba Cósmica (Pedro Knoedt, Rafael Ramos - filho do produtor João Augusto Soares, diretor artístico da gravadora EMI na época - e Felipe Knoblitch).
- "Lá Vem o Alemão" — É uma paródia a um pagode de muito sucesso na época, "Lá Vem o Negão", do grupo Cravo e Canela. Nesta canção, Dinho satiriza os estilos vocais dos cantores Luiz Carlos, do grupo Raça Negra (primeira parte), e Netinho de Paula, então líder do Negritude Júnior, cujos integrantes participam da música, juntamente com membros do Art Popular. Segundo Dinho, esta foi a música que deu mais trabalho para fazer, porque eles não sabiam tocar pagode, e por isso tiveram que pedir ajuda aos pagodeiros.[26]
- A canção "Não Peide Aqui, Baby", sátira de "Twist and Shout", de Phil Medley e Bert Russell, mais conhecida por sua versão dos Beatles,[32] não foi ao álbum por conter palavras de baixo calão,[33] mas aparece no lançamento póstumo Mamonas ao Vivo.[32]

## Créditos
Todos os créditos estão nos encartes do disco.
- Dinho: vocal, violão em "Uma Arlinda Mulher"
- Bento Hinoto: guitarra, violão, backing vocals, contrabaixo em "1406"
- Júlio Rasec: teclado e backing vocals, vocal em "Vira-Vira" e "Uma Arlinda Mulher"
- Samuel Reoli: contrabaixo e backing vocals
- Sérgio Reoli: bateria e backing vocals

### Músicos adicionais
- Rick Bonadio (Creuzebeck): produção, triângulo em "Jumento Celestino", scratches em "1406" e wah-wah em "1406"
- Paquito: trompete em "Pelados em Santos" e "Bois Don't Cry"
- César do Acordeom: acordeom em "Jumento Celestino"
- Leandro Lehart: cavaquinho em "Lá Vem o Alemão"
- Fabinho do Negritude Júnior: percussão em "Lá Vem o Alemão"

### Demais créditos
- Produção: Rick Bonadio
- Direção artistica: João Augusto
- Gravado no Estúdio Bonadio, em São Paulo, por Rick Bonadio, Rodrigo Castanho e Junior Lane
- Mixado no Estúdio The Enterprise, em Los Angeles, Estados Unidos, por Jerry Napier
- Assistente técnico: Roger Sommers
- Fotografia: André Paoliello
- Ilustração: Carlos Sá
- Concepção da capa: Mamonas Assassinas
- Projeto gráfico: Mario Busch e Patricia Delgado
- Fotolito: Intek

## Vendas e certificações
| Órgão Certificador | Certificação | Vendagem    | Ref.  |
| ------------------ | ------------ | ----------- | ----- |
| ABPD               | diamante     | 3.000.000 + | [ 1 ] |
| AFP                | ouro         | 20.000 +    | [ 2 ] |